# Seznam numismatických pojmů
Článek obsahuje základní pojmy užívané v numismatice.

## A
- averz - lícová, přední strana mincí a medailí

## B
- bankovka - cenný papír s určitou peněžní částkou je bezúročný platební prostředek, vydávaný centrální bankou
- bém/Böhm - obecné označení pro české mince; z německého Böhm
- bimetalová mince - mince složená ze dvou kovů
- brakteát - stříbrná jednostranná mince ražená z velmi tenkého střížku; na našem území zavedeny ve 13. století Přemyslem Otakarem I.; z latinského bractea

## C
- cínový mor - samovolný fyzikální proces, při kterém se kovový cín mění na práškovou šedou formu (tzv. rekrystalizace)

## Č
- červoněc - označení pro zlaté mince, které se používalo od 18. století v Rusku, především pro nizozemské, které zde v hojné míře obíhaly

## D
- denár/dinár- měnová jednotka objevující se od 10. do 13. století; zpočátku o hmotnosti více než 1 g a téměř z čistého stříbra, později obsah stříbra rapidně klesal; historicky obecně stříbrný peníz, který vznikl v počátcích římského mincovnictví
- dlouhá mince - v úzkém slova smyslu označení ražeb emitovaných z českých a moravských mincoven za doby vlády tzv. konsorcia Hanse de Witte v letech přibližně 1621 až 1623; v obecném pak prostě mince s velmi nízkým nebo nulovým zrnem.
- duhovka - lidový název pro zlaté keltské mince – statéry. Raženy byly patrně v období od 3. do 1. století př. n. l. a nacházejí se v celé oblasti někdejší laténské kultury, od střední Francie přes Porýní, Bavorsko, Rakousko až do Uher (dnešní Maďarsko).
- dukát - zlatá obchodní mince původně pocházející z Benátek. Název vznikl ze zkráceného slova Ducat(us), znamenajícího vévodství. Rozšířil se po celé Evropě jako nejtypičtější zlatá mince s váhou 3,49 gramu ryzosti 0,9866.

## E
- elektron - slitina ze zlata a stříbra, která se přirozeně vyskytuje, přibližný poměr je 4:1 se stopovým množství mědi
- emitent - vydavatel mince (bankovky či jiného finančního instrumentu apod.)
- exonumismatika - sbírání numismatických podivností a kuriozit, ale i např. vážně míněné sbírání odražků, chyboražeb apod.

## F
- faleristika - věda o řádech a vyznamenáních
- falzum - padělek či imitace vydávající se za originál
- florén - zlatá mince, která byla poprvé ražena roku 1252 ve Florencii s hmotností 3,57 g
- flútky - drobné mince z husitské doby, ražené v Praze a Táboře, při nedostatku drahého kovu údajně z roztavených měděných kotlů a pánví

## G
- groš - název různých mincí, velmi rozšířených ve střední a východní Evropě, na Balkáně a ve východním Středomoří ve středověku a v raném novověku, z latinského denarius grossus, neboli tlustý denár

## H
- hyperpyron - mince využívaná v Byzantské říši v období vrcholného středověku. Měnu zavedl císař Alexios I. Komnenos (1081 až 1118), aby tak nahradil v té době již znehodnocenou měnu solidus

## Ch
- chyboražba - neúmyslně nedokonalý otisk razidla (chybějící údaj, například letopočet, vystředění, použití špatného střížku apod.)

## I
- investiční mince - mince z drahého kovu, která je kupována jako uchovatel hodnoty

## J
- jakost mince - váhové zastoupení drahých kovů

## K
- klipa - mince ražená na čtvercový střížek; vznik v 16. až 17. století ve Švédsku a Dánsku; v témže období v severoněmeckých oblastech byly klipy užívány jako nouzová platidla, v česku známá také pod názvem hranáč
- kontramarky - malé značky dodatečně vyražené do mince, obvykle pro označení platnosti (na daném území), změny nominální hodnoty, označení jakosti apod.
- konvolut - soubor mincí (bankovek apod.)
- kovy – historicky hlavní materiál k produkci mincí
- kurantní mince – plnohodnotná mince (její skutečná hodnota odpovídá nominálu – např. zlatá mince), nyní v podstatě neexistuje

## M
- medaile - drobná či menší plastika, vydávána obvykle v rámci výročí, ocenění, historických událostí apod.
- mince - kus kovu daného tvaru a obrazu, zhotovený z rozkazu a za spolupůsobení státu, kterým se platilo nebo platí
- mincmistr - od středověku do roku 1783 nejvyšší úředník, který společně s ostatními pracovníky (úředními kontrolory, slévači kovů, řezáči mincovních kolků, mincíři a pregéři) spravoval mincovnu.
- mincovní značky – značky mincoven, které mince razily
- mincovní jednotka – měrná jednotka mincovní hodnoty, odvozená od jednotky váhové, např. Václav II. zavedl r. 1300 jako váhovou jednotku stříbra tzv. pražskou hřivnu, z níž se razilo 64 grošů (tomuto počtu se říká mincovní číslo),
- mincovna – místo, kde se razí/vyrábí mince

## N
- neplnohodnotná mince (tzv. peněžní znak) - nominální hodnota neodpovídá její skutečné hodnotě: historicky nikláky, a nyní (od 18. stol.) bankovky
- nominální hodnota - hodnota mince udaná v platné měně v době emise
- notafilie - věda zabývající se papírovými platidly
- nouzová mince - mince emitovaná na určitém území v určité době jako nouzové platidlo, obvykle bez obsahu drahých kovů
- novoražba - opětovná ražba dané mince nebo medaile z původního návrhu (model, razidlo apod.), novoražbou se může rozumět i ražba z nově vytvořeného modelu a razidla
- numismaty - předměty numismatického zájmu

## O
- odražek - otisk mincovního razidla, obvykle ve významu zkušební ražby do jiného než mincovního kovu, odražek má pak nominální hodnotu, ale nejde o platnou minci

## P
- pamětní mince - mince vydávána při určité historické události nebo výročí historické události

- patina - přirozeně či uměle zoxidovaný povrch mince

- pentagonal - mince o pěti hranách

- plátovaná mince - mince vyrobená plátováním jednoho kovu na druhý
- prvoražba - první ražba mince dle daného návrhu
- punc - značení garantující jakost drahých kovů. Punc vyráží na výrobek nezávislá instituce, v Česku je to Puncovní úřad.

## R
- renovatio monetae – obnova mince, výměna (nekvalitní starší za lepší novější: groše za brakteáty apod.), dnes by se dala označit jako měnová reforma
- revers - rubová, zadní strana mincí a medailí
- ryzost - procentuální nebo hmotností obsah drahého kovu

## S
- státovky - papírové peníze emitované panovníkem nebo vládou s nuceným kursem. K emisi státovek docházelo obvykle při nedostatku mincí z ušlechtilých kovů a zvýšených výdajích státního rozpočtu (nejčastěji v období válek).[1]
- střížek - plíšek kovu (obvykle kruhového tvaru) předpřipravený pro ražbu mince za použití mincovního razidla

## Š
- ševcovský tolar - posměšný výraz, který se dobově uchytil pro rakouský měděný 3 krejcar z 19. století, protože měl podobnou velikost jako tolar, avšak mnohem menší hodnotu)
- široký tolar - název pro tolar, jenž má širší průměr, než bylo obvyklé; často se jednalo o násobky tolaru (např. dvoutolar a více)

## T
- tetragonal - čtyřhranná mince
- tezaurace - stahování mincí/peněz z oběhu za účelem jejich držení
- token - anglické označení drobné, soukromě vydávané mince ražené z obecných kovů, někdy též označované jako známky; účelem tokenu bylo zaplnit mezeru při nedostatku vládních mincí nízkých nominálů; případně byly účelově vázané (např. pouze u daného obchodníka); byly využívány také jako nouzové mince

- tolar – velká stříbrná mince, zavedená na přelomu 15. a 16. století, kdy byla pociťována potřeba vyššího nominálu než dosavadní groš, obsahem stříbra se měla rovnat zlatým penězům, název pochází z německého Thaler

- trigonál - mince s trojúhelníkovým střížkem

## U
- ušlechtilé kovy - zlato, platina, stříbro[2]